# Rezerwat przyrody Číčovské mŕtve rameno
Rezerwat przyrody Číčovské mŕtve rameno (słow. Národná prírodná rezervácia Číčovské mŕtve rameno) – rezerwat przyrody na Nizinie Naddunajskiej w południowo-zachodniej Słowacji. Na terenie rezerwatu obowiązuje 5. (w pięciostopniowej skali) stopień ochrony. Rezerwat stanowi część Obszaru Chronionego Krajobrazu (CHKO) Dunajské luhy.

## Położenie
Rezerwat leży w granicach katastralnych wsi Kľúčovec w powiecie Dunajská Streda w kraju trnawskim i wsi Číčov w powiecie Komárno w kraju nitrzańskim. Obejmuje naturalny zbiornik wodny zwany Číčovské mŕtve rameno, będący starorzeczem Dunaju, odciętym od niego z końcem XIX w.

## Historia
Rezerwat został powołany w 1954 r. na powierzchni 79,87 ha decyzją Komisji Słowackiej Rady Narodowej ds. Szkolnictwa i Kultury nr 30 z 21 sierpnia 1964 r. Jednocześnie została powołana jego strefa ochronna o powierzchni 55,26 ha, na terenie której obowiązuje 4. (w pięciostopniowej skali) stopień ochrony

## Charakterystyka
Rezerwat obejmuje dobrze zachowany zespół biocenoz, charakterystycznych dla tej części doliny Dunaju. Biorąc pod uwagę biocenozy wodne, jest to najlepiej zachowany przykład zespołów roślinnych na Nizinie Naddunajskiej. Jezioro obrośnięte jest lasem łęgowym z wierzbami i topolami, którym towarzyszą jesion wąskolistny (Fraxinus angustifolia Vahl) i wiąz szypułkowy. W podszycie występują m.in. bez czarny, głóg jednoszyjkowy, dereń świdwa i kalina koralowa. Specyficznego charakteru nadają dużym fragmentom lasu pnące się po drzewach łodygi chmielu zwyczajnego.
Wzdłuż brzegów jeziora występują wysokie szuwary, złożone głównie z trzciny pospolitej i pałki szerokolistnej. Znaczną część tafli wodnej zajmują rośliny pływające, takie jak grzybienie białe, grążel żółty, grzybieńczyk wodny, włosienicznik wodny, kotewka orzech wodny i typowa dla starorzeczy paproć salwinia pływająca.
Rezerwat posiada bogatą ornitofaunę, wśród której dominują gatunki wodne. Na jego terenie lub w bezpośredniej bliskości gniazduje 15 gatunków ptaków, m.in. czapla purpurowa, bączek zwyczajny, błotniak stawowy, podgorzałka zwyczajna, remiz i strumieniówka. Dalszych 18 gatunków występuje przelotnie. Na szczególną uwagę zasługuje relikt z epoki lodowej, występujący tu na południowym skraju swego zasięgu nornik północny. Z gadów należy wymienić niewystępującego w Polsce zaskrońca rybołowa. Ichtiofaunę reprezentuje 20 gatunków ryb, spośród których należy wspomnieć pierwotną, dziką formę karpia (sazana) oraz niewielką, coraz rzadszą muławkę bałkańską.

## Cel ochrony
Celem funkcjonowania rezerwatu jest ochrona cennych biotopów związanych z wodą ze względów naukowych, krajobrazowych i estetycznych.

## Turystyka
Przez rezerwat prowadzi od 1989 r. ścieżka dydaktyczna długości 6 km, z 12 panelami informacyjnymi. W okresie gniazdowania ptaków (od 1 marca do 15 lipca) jest ona zamknięta dla zwiedzających.
Południowo-zachodnim skrajem rezerwatu (wałem ograniczającym tok Dunaju) biegnie dalekobieżny szlak rowerowy EuroVelo nr EV6 (Atlantyk – Morze Czarne).